# Consorti dei sovrani di Maiorca

Stemma del Regno di Maiorca.

Questa è una lista di consorti dei sovrani del Regno di Maiorca.

## Regine consorti
Casa d'Aragona
| Immagine | Nome                   | Padre                  | Nascita | Matrimonio                 | Divenne Consorte           | Cessò di essere Consorte | Morte           | Consorte   |
| -------- | ---------------------- | ---------------------- | ------- | -------------------------- | -------------------------- | ------------------------ | --------------- | ---------- |
|          | Iolanda d'Ungheria     | Andrea II d'Ungheria   | 1215    | 8 settembre 1235           | 8 settembre 1235           | 12 ottobre 1251          | 12 ottobre 1251 |            |
|          | Costanza II di Sicilia | Manfredi di Sicilia    | 1249    | 13 giugno 1262             | 27 luglio 1276             | 11 novembre 1285         | 9 aprile 1302   | Pietro III |
|          | Isabella di Castiglia  | Sancho IV di Castiglia | 1283    | 1 dicembre 1291            | 1 dicembre 1291            | 25 aprile 1295           | 24 luglio 1328  | Giacomo II |
|          | Bianca d'Angiò         | Carlo II di Napoli     | 1280    | 29 ottobre/1 novembre 1295 | 29 ottobre/1 novembre 1295 | 14 ottobre 1310          | 14 ottobre 1310 | Giacomo II |
|          | Maria di Cipro         | Ugo III di Cipro       | 1275    | 27 novembre 1315           | 27 novembre 1315           | 1319                     | 1319            | Giacomo II |
|          | Elisenda di Moncada    | Pedro de Moncada       | 1292    | 25 dicembre 1322           | 25 dicembre 1322           | 5 novembre 1327          | 19 giugno 1364  | Giacomo II |